# Wendtia argaea
Wendtia argaea är en flockblommig växtart som beskrevs av Jurij Nikolajevitj Voronov. Wendtia argaea ingår i släktet Wendtia och familjen flockblommiga växter. Inga underarter finns listade i Catalogue of Life.